# Unit 13
 (février 2012).
Si vous disposez d'ouvrages ou d'articles de référence ou si vous connaissez des sites web de qualité traitant du thème abordé ici, merci de compléter l'article en donnant les références utiles à sa vérifiabilité et en les liant à la section « Notes et références ».
Unit 13 est un jeu de tir à la troisième personne sur PlayStation Vita. Le jeu est développé par Zipper Interactive et sort le 6 mars 2012  en Amérique du Nord, le 7 mars 2012 en Europe et le 8 mars au Japon.

## Système de jeu
Unit 13 se joue comme un SOCOM traditionnel : à la troisième personne la plupart du temps avec la possibilité de passer en première personne quand le joueur vise avec une arme équipée des modifications adaptées. Les objectifs peuvent être complétés dans n'importe quel ordre pour chaque mission. Si certaines missions n'obligent pas le joueur à choisir une approche en particulier, d'autres imposent le respect de certaines conditions de victoire, compléter le niveau en restant furtif par exemple.
Toutes les missions sont disponibles en mode coopération.

## Accueil
- Famitsu : 31/40[2]